# Wcześniejsze Yan
Wcześniejsze państwo Yan (chiń. 前燕; pinyin Qián Yàn) — pierwsze z kilku państw ustanowionych w północno-zachodnich Chinach przez klan (odłam) Murong ludu Xianbei w okresie Szesnastu Królestw. Ustanowiło dość stabilną strukturę państwową, łączącą ludność osiadłą i nomadyczną, ale uległo w  Wcześniejszemu państwu Qin.

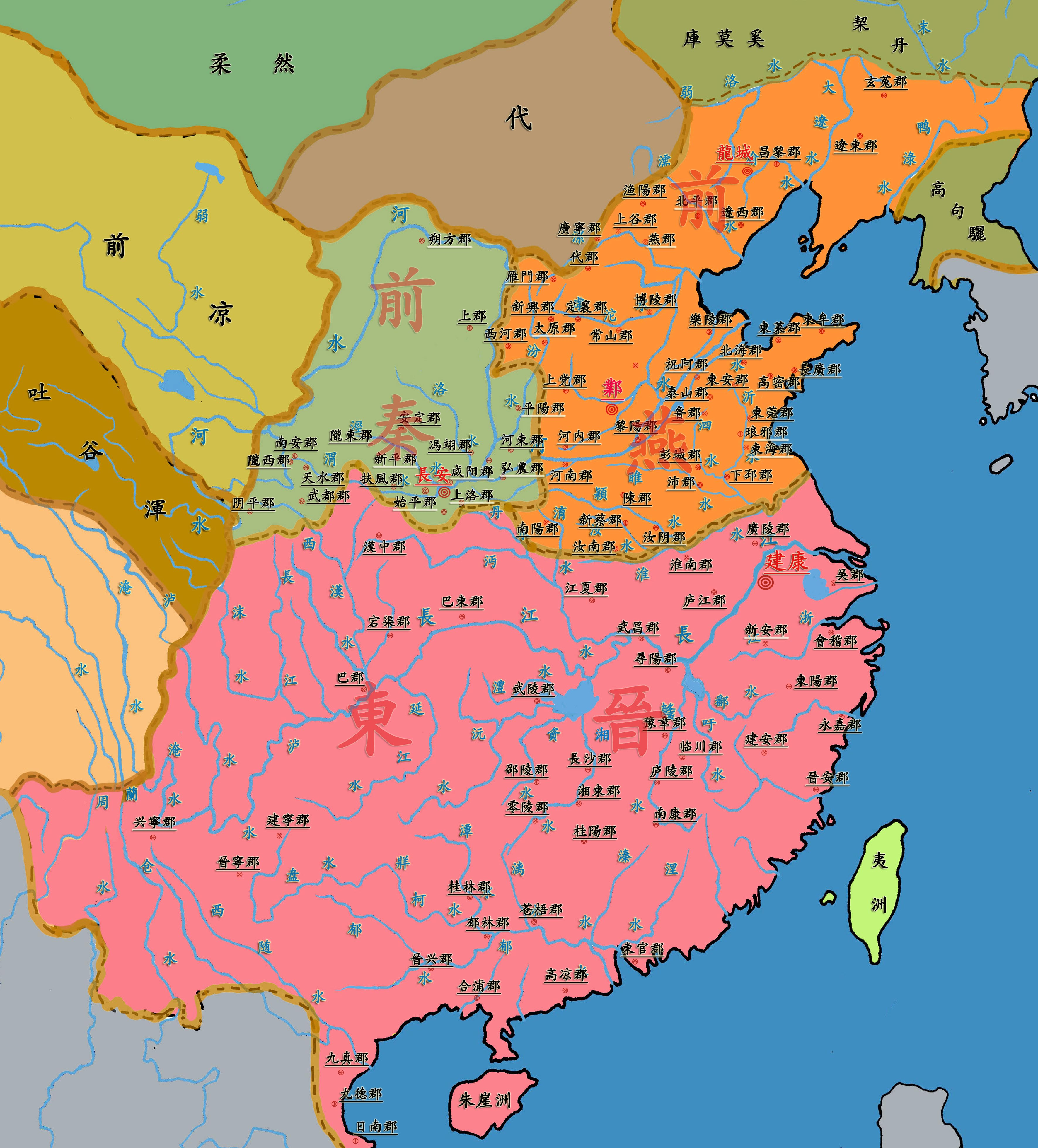
Mapa Chin w 366 r. Wcześniejsze Yan zaznaczone na pomarańczowo, Wcześniejsze Qin – na jasnozielono. Wschodnia dynastia Jin – kolor różowy

Podczas półwiecznego panowania Murong Hui (283-333) klan Murong stał się jedną z głównych sił w północnych Chinach pod koniec panowania Zachodniej dynastii Jin. Utrzymywali oni więzi z cesarzami Jin, otrzymując od niej oficjalne tytuły. Na zajmowanym przez siebie terytorium (południowa i południowo-zachodnia Mandżuria) dbali o rolnictwo, i chętnie przyjmowali chińskich uciekinierów z bardziej niespokojnych regionów. Skutecznie też wykorzystywali administrację wzorowaną na chińskiej, łącząc ją z siłą uderzeniową nomadycznej kawalerii. Pod auspicjami dynastii Jin, władcy Murongów budowali własną domenę, skutecznie, choć wybiórczo przejmując wzorce od chińskiego sąsiada. Wśród tych zapożyczeń był zwyczaj dziedziczenia tronu przez syna, co redukowało konflikty między braćmi, którzy dawniej byli głównymi pretendentami do tronu. Murongowie wykorzystywali też chińską sztukę oblężniczą, piechotę, a przede wszystkim uprawę ziemi jako gwarantującą władcy wyższe dochody niż gospodarka pastoralna. To ostatnie pozwalało władcy uniezależnić się od polityki krewniaczej, zamiast tego zatrudniając fachowców.  Formalna deklaracja powstania państwa w 337 roku, była jedynie zwieńczeniem dłuższego procesu, który trwał od początku IV w. – już na trzy lata przed „powstaniem państwa” zajęło ono większą część dawnego państwa Buyeo.  W 342 Murongowie zadali wielką klęskę koreańskiemu Goguryeo, obchodząc ich twierdze od północy i biorąc do niewoli matkę króla Gogugwona, a także wykopując z grobu ciało jego poprzednika, króla Micheona (dla wymuszenia okupu). W następstwie tych kampanii, zajęli większość obszarów Buyeo (okolice Fushun), zyskując w tym regionie wyraźną przewagę nad konkurencyjnym Goguryeo.
Gdy konflikty pałacowe doprowadziły do upadku państwo Zhao, władzę w nim przejął generał chińskiego pochodzenia, Ran Min. Rozpoczął on regularną eksterminację „barbarzyńców” (tj. nie-Chińczyków, Xiongnu, którzy stanowili klasę rządzącą w Zhao). Ci Xiongnu, którzy przeżyli, uciekli, prosząc sąsiadujące państwa, w tym Yan, o pomoc. Koalicja Xianbei pokonała i zabiła Ran Mina w 352, a  Murongowie wykorzystali swoje zwycięstwo nad ostatnim władcą Zhao, by zagarnąć południowe i centralne Hebei. Kontynuowali ekspansję, do roku 360 zajmując Shandong, część Anhui i większość Henanu, które oderwali od państwa Jin.
W 350 Murong Jun ustanowił swoją stolicę w Yan (dzisiejszy Pekin), a w 357 przeniósł ją do Ye (dzisiejsze Changde). W tym samym roku Murongowie odnieśli znaczący sukces, odpierając atak plemienia Chile. Był to pierwszy wypadek, by niechińskiego pochodzenia dynastia, rządząca ustabilizowanym państwem, pobiła nomadów stepu (za sukces w znacznej mierze odpowiadała sprawna dyplomacja Yan, umiejętnie manipulująca plemionami nomadów). W 364, kolejna ofensywa Murongów doszła rzeki Huai, rok później zdobywając Luoyangu(R. Grousset podaje 364 jako datę zdobycia miasta, a 366 jako rok ustanowienia granicy na Huai). W 369 kawaleria państwa Yan rozbiła wielką ekspedycję wysłaną przeciw niemu z południa przez Wschodnie Jin pod wodzą Huan Wena, sprawującego faktyczną władzę w państwie Jin.
Równocześnie jednak wzrastało zagrożenie ze strony innego państwa, powstałego na gruzach Zhao — Wcześniejszego Qin. W 369 jego armie zdobyły wpierw Luoyang, następnie Taiyuan i rok później, stolicę Murongów, Ye, gdzie wzięły do niewoli króla Wcześniejszego Yan, wcielając równocześnie jego ziemi do swego cesarstwa. Dalsza ekspansja doprowadziła do konfliktu Qin z Jin, w którym to pierwsze poniosło klęskę nad Fei, co doprowadziło do upadku państwa. Murongowie wykorzystali okazję by odbudować swą państwowość, tworząc krótkotrwałe Zachodnie Yan i stabilniejsze Późniejsze Yan.

## Władcy Wcześniejszego Yan
| Imię świątynne                                                  | Imię pośmiertne          | Nazwisko i imię     | Okres panowania | Nazwa ery panowania i czas jej trwania                                                         |
| --------------------------------------------------------------- | ------------------------ | ------------------- | --------------- | ---------------------------------------------------------------------------------------------- |
| Według konwencji chińskiej, nazwisko podane jest przed imieniem |                          |                     |                 |                                                                                                |
| Taizu (太祖 Taìzǔ)                                              | Wenming (文明 Wénmíng)   | 慕容皝 Mùróng Huǎng | 337-348         | Yanwang (燕王 Yànwáng) 337-348                                                                 |
| Liezong (烈宗 Lièzōng)                                          | Jingzhao (景昭 Jǐngzhāo) | 慕容儁 Mùróng Jùn   | 348-360         | Yanwang (燕王 Yànwáng) 348-353 Yuanxi (元璽 Yuánxǐ) 353-357 Guangshou (光壽 Guāngshoù) 357-360 |
| ----                                                            | You (幽 Yōu)             | 慕容暐 Mùróng Wěi   | 360-370         | Jianxi (建熙 Jiànxī) 360-370                                                                   |